# 妙蓮寺山古墳
妙蓮寺山古墳（みょうれんじやまこふん）は、島根県出雲市下古志町にある古墳。形状は前方後円墳。島根県指定史跡に指定されている。

## 概要
| 古墳名       | 墳形       | 石室 | 築造時期    | 史跡指定 |
| ------------ | ---------- | ---- | ----------- | -------- |
| 妙蓮寺山古墳 | 前方後円墳 |      | 6c後半      | 県史跡   |
| 放れ山古墳   | 円墳       |      | 6c後半-末   | 県史跡   |
| 宝塚古墳     | 不明       |      | 6c末-7c初頭 | 国史跡   |

島根県東部、出雲平野南部の神戸川南岸の低丘陵（妙蓮寺山）西端の中腹において、丘陵を周溝状に掘削・切断して築造された古墳である。1958・1963年（昭和33・38年）に発掘調査が実施されている。
墳形は前方後円形で、前方部を南方向に向ける。墳丘外表で葺石は認められていないが、円筒埴輪の使用が認められている。埋葬施設は両袖式の横穴式石室で、くびれ部において南西方向に開口する。観音開き状に板石2枚を立てる特徴的な玄門構造の石室である。玄室内には横口式家形石棺を据える。石室内の調査ではガラス製丸玉・金銅製鈴釧・銀象嵌入円頭大刀・刀子・鉄斧・鉄鏃・馬具・須恵器が出土している。
築造時期は、古墳時代後期の6世紀後半頃と推定される。一帯では妙蓮寺山古墳のほか放れ山古墳・宝塚古墳などの後期古墳が分布しており、神戸川北岸の今市大念寺古墳・上塩冶築山古墳などに次ぐ有力者の墓群と想定される。特に妙蓮寺山古墳は、今市大念寺古墳とほぼ同時期の築造と推定され、その関係性が注目される。
古墳域は1964年（昭和39年）に島根県指定史跡に指定されている。

## 遺跡歴
- 元禄年間（1688-1704年）、妙蓮寺が現在地に移転（『雲陽誌』）[1]。
- 1918年（大正7年）、梅原末治が学会に紹介。
- 1925年（大正14年）、旧『島根縣史』第4巻に記載。
- 1946年（昭和21年）、山本清・梅原末治が訪問[1]。
- 1958年（昭和33年）、石室内調査（出雲高校社会班、校内紙『久徴』で報告）[1]。
- 1960年（昭和35年）12月21日、出雲市指定史跡に指定[1]。
- 1963年（昭和38年）、発掘調査（島根県教育委員会、1964年に報告）[2]。
- 1964年（昭和39年）5月26日、島根県指定史跡に指定。

## 墳丘
墳丘の規模は次の通り。
- 墳丘長：49メートル
- 後円部
  - 直径：約25メートル
  - 高さ：4.5メートル
- くびれ部
  - 幅：13メートル
- 前方部
  - 幅：22メートル
  - 高さ：7.5メートル

墳丘は後円部が先端部側にあるため、前方部が約3メートル高い位置関係にある。

## 埋葬施設

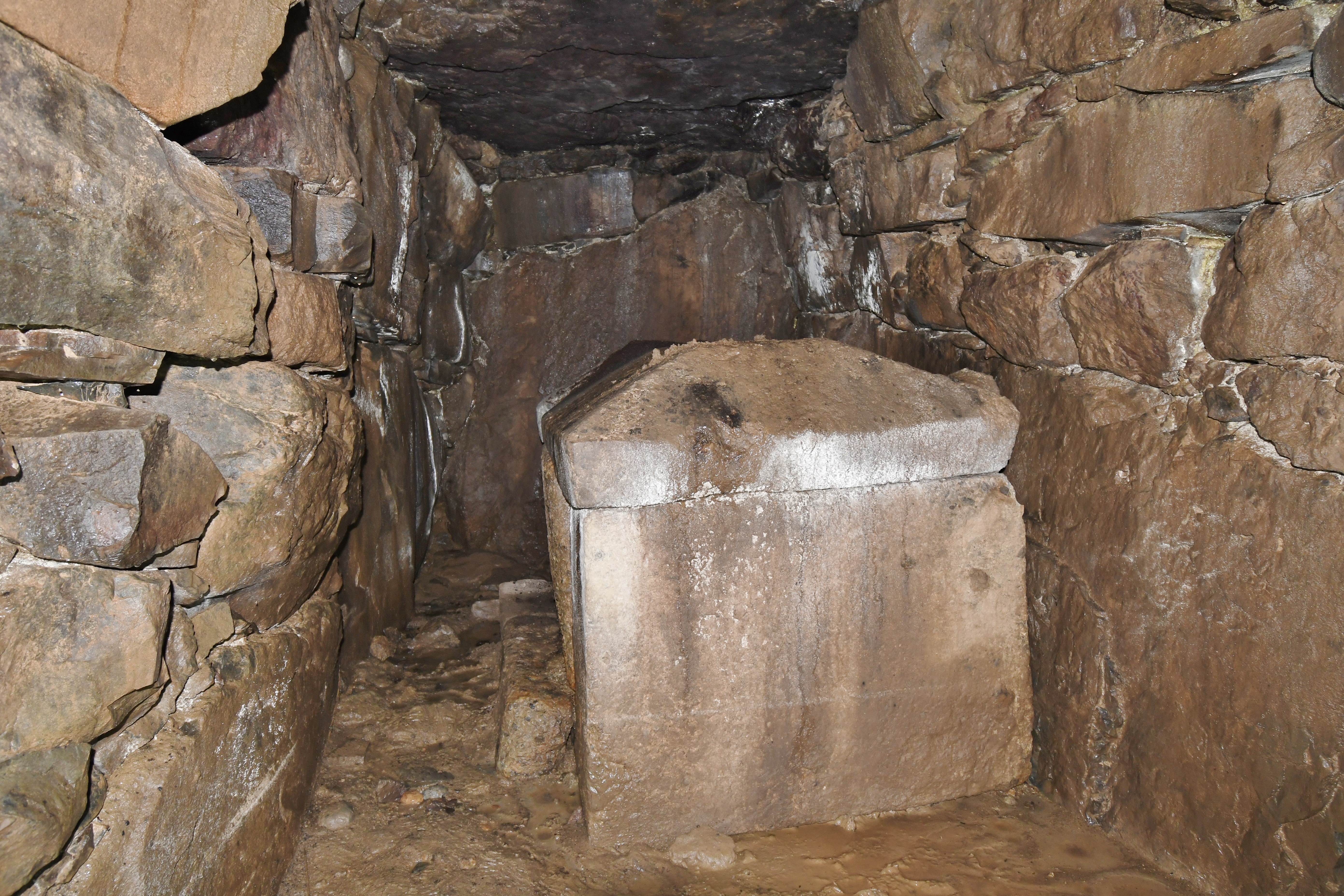
石室 玄室

埋葬施設としては両袖式横穴式石室が構築されており、くびれ部において南西方向に開口する。石室の規模は次の通り。
- 石室全長：約8メートル[4]
- 玄室：長さ4.4メートル、幅1.9メートル、高さ2.2メートル
- 羨道：長さ約2メートル、幅1.5メートル

石室の石材は自然石と割石。玄室の奥壁では一枚石を立て、間隙に小石を積む。側壁では下段に大石を置き、その上に自然石を数段積む。玄室の床面には円礫を敷く。玄室の天井石は2枚。玄門部には柱状石材を立てて立柱石としており、台石の上に閉塞石として凝灰岩製板石2枚を観音開き状に置き、羨道部側に円柱状の石を立てかける。羨道部の天井石は1枚。羨道部では角礫による閉塞石が遺存する。
玄室内には、南壁に接して刳抜式の凝灰岩製横口式家形石棺を据える。蓋石は長さ1.16メートル・幅1.1メートル・高さ0.38メートル、身石は長さ2.22メートル・幅1.17メートル・高さ0.70メートル、身石内法は長さ1.8メートル・幅0.70メートル・深さ0.48メートルを測り、身石の西側面に横口が開く。蓋石には南側に縄掛突起3個を付し、身石には奥側に1個を付す。

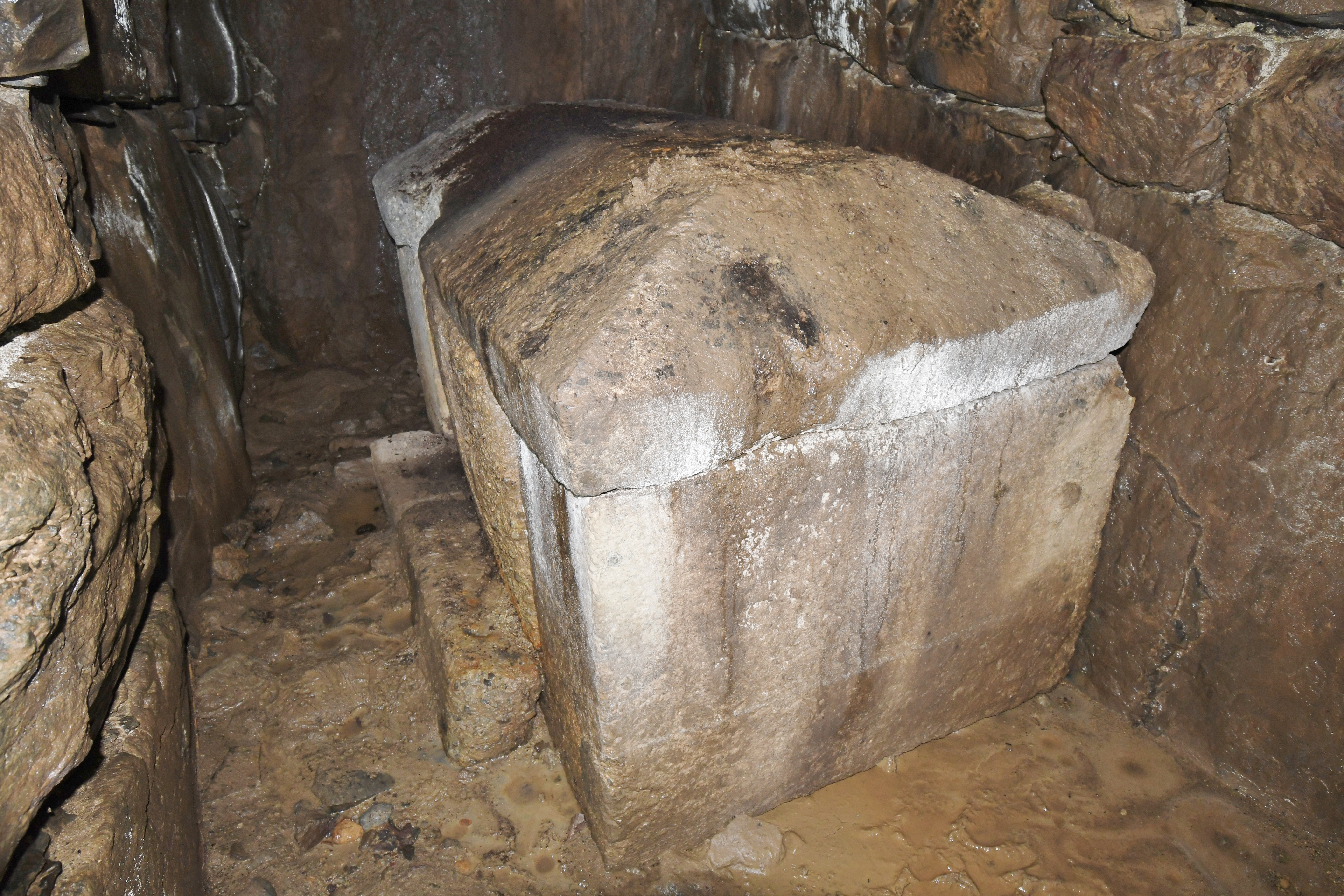
玄室の家形石棺
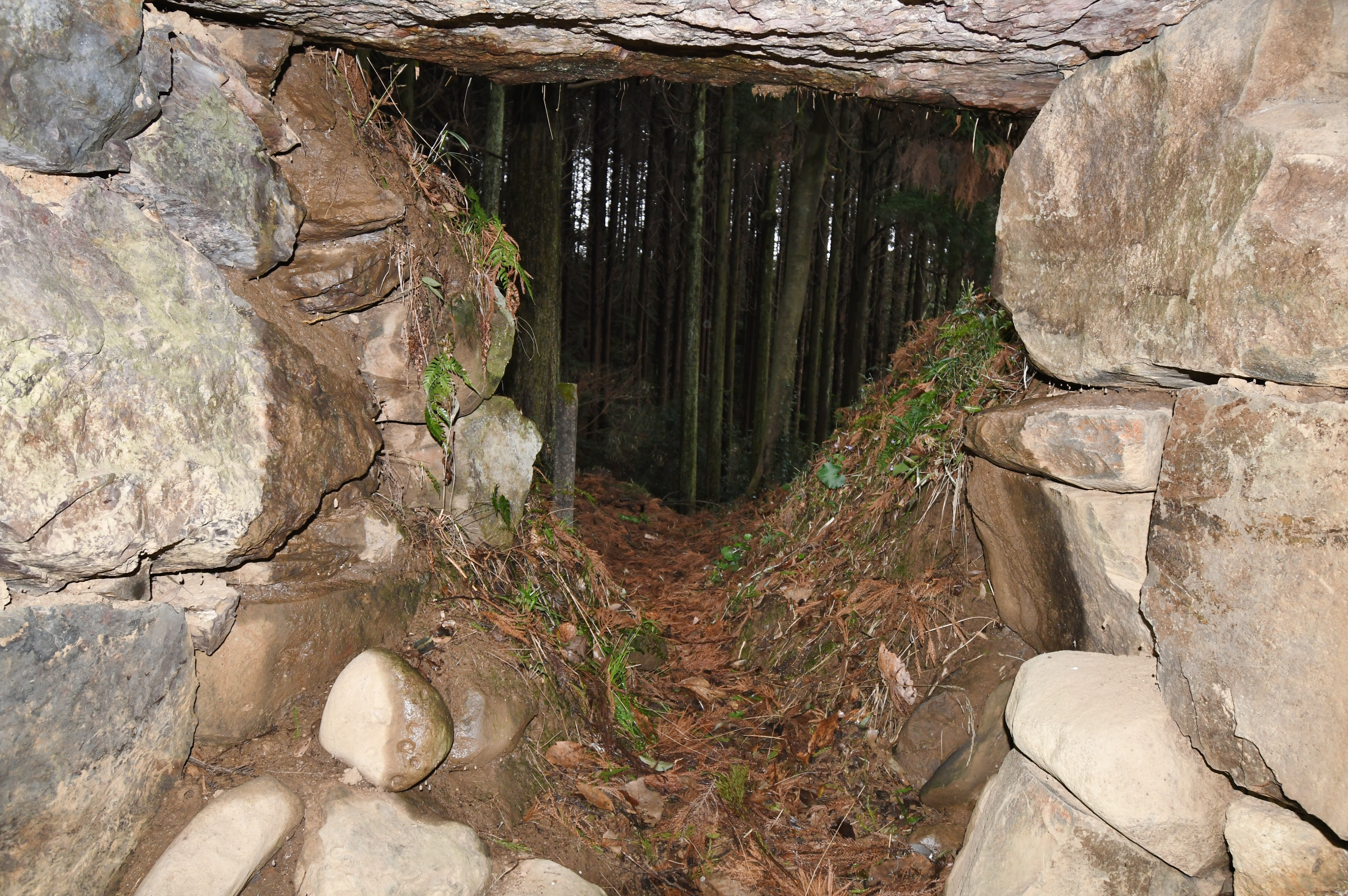
羨道（開口部方向）
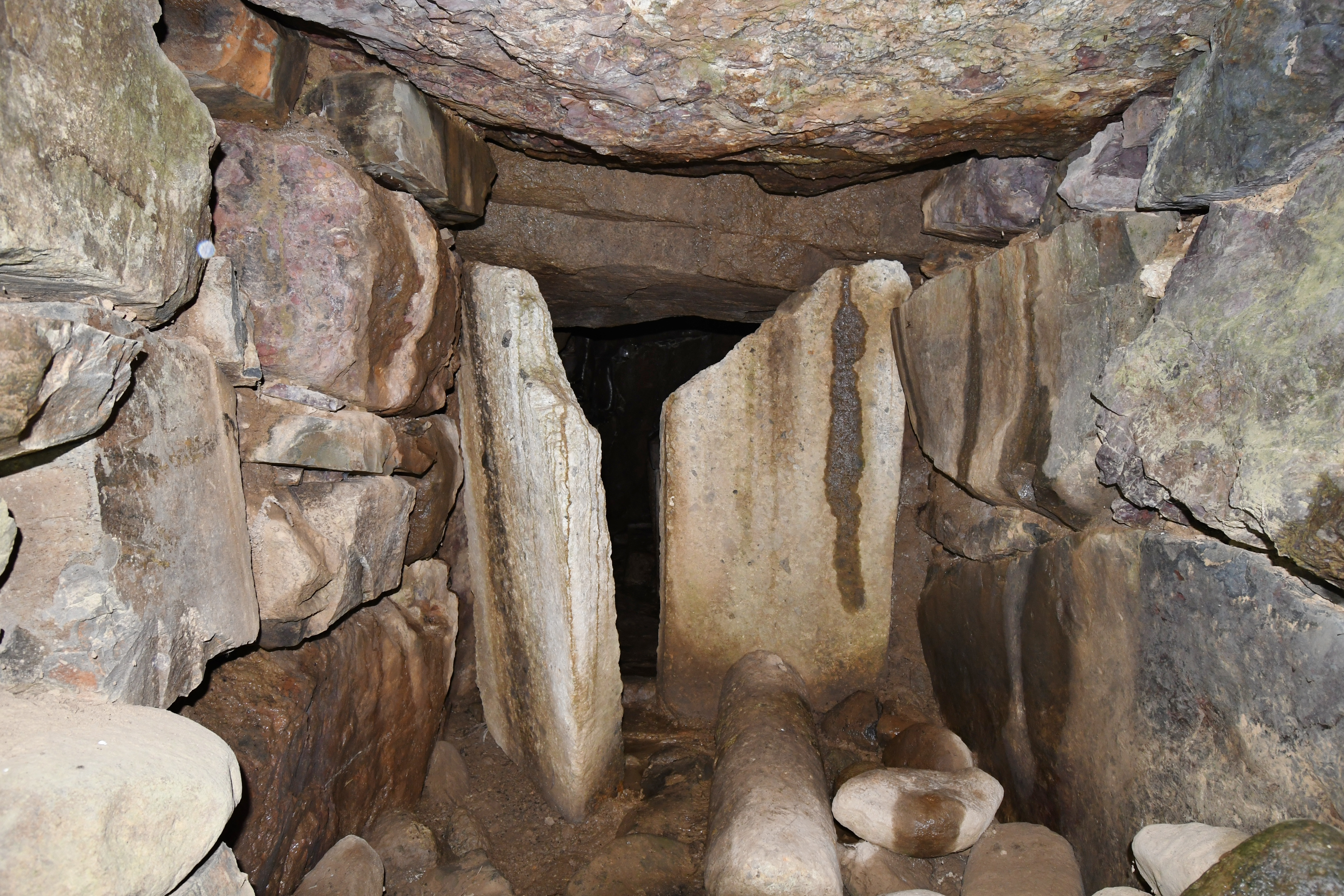
羨道（玄室方向）
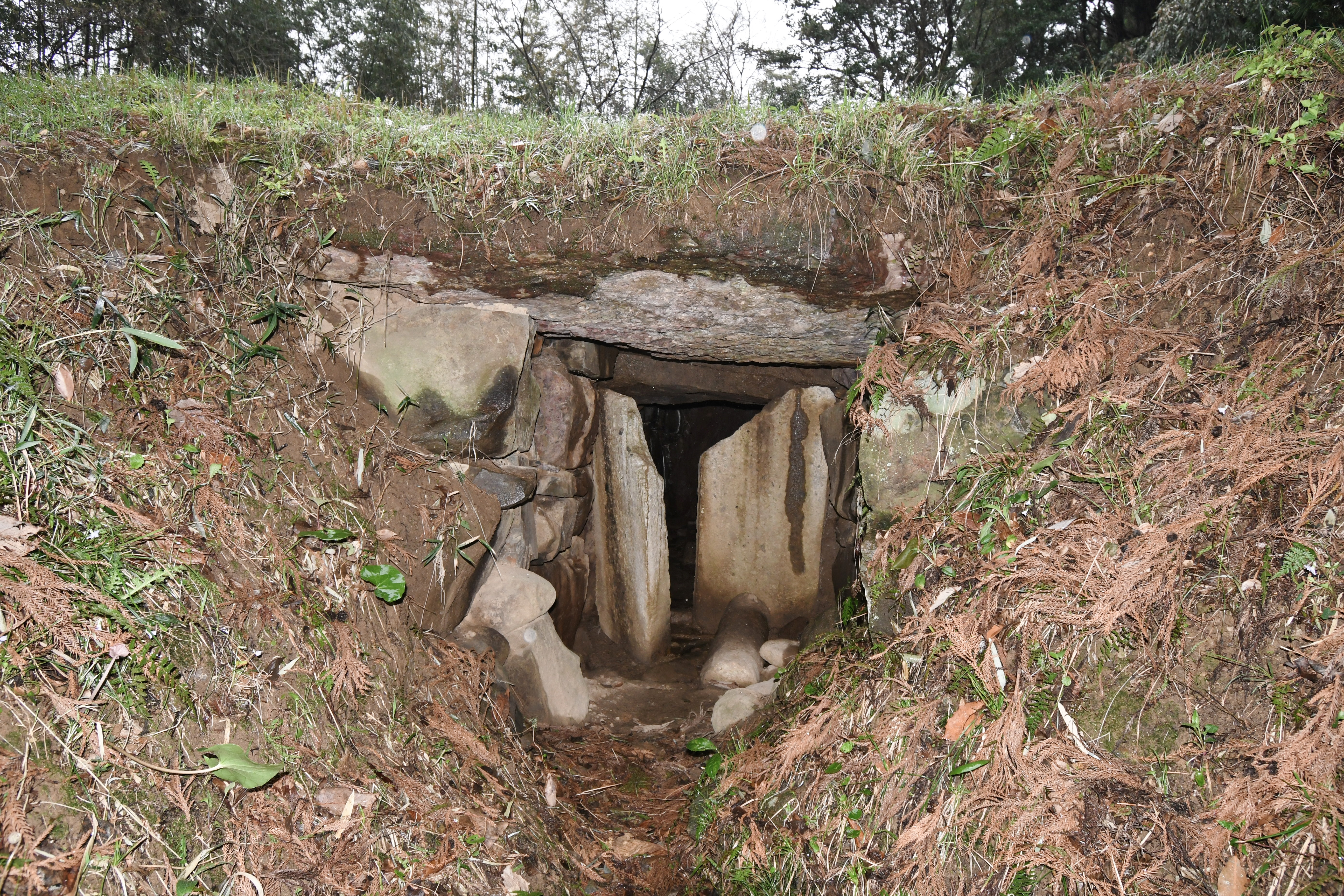
開口部

## 出土品

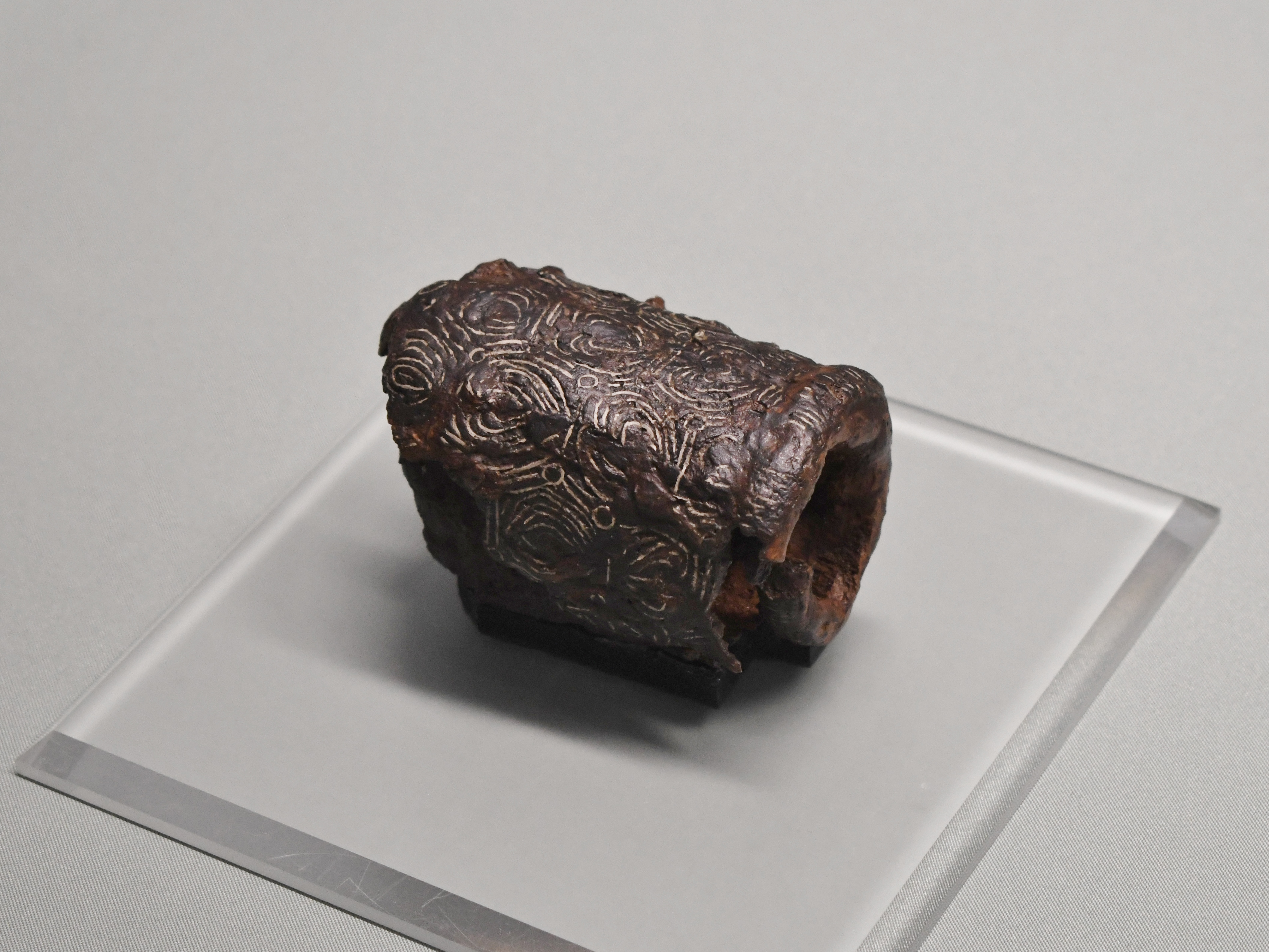
銀象嵌円頭大刀島根県立古代出雲歴史博物館展示。

石室内の調査で出土した副葬品は次の通り。
- ガラス製丸玉 1
- 金銅製鈴釧 1
- 銀象嵌入円頭大刀 1
- 刀子 1
- 鉄斧 3
- 鉄鏃
- 馬具類
  - 轡
  - 鞍金具
  - 雲珠
  - 杏葉
  - 壺鐙
  - 辻金具
  - 鉸具
- 須恵器

以上のほか、墳丘上からは円筒埴輪が出土している。

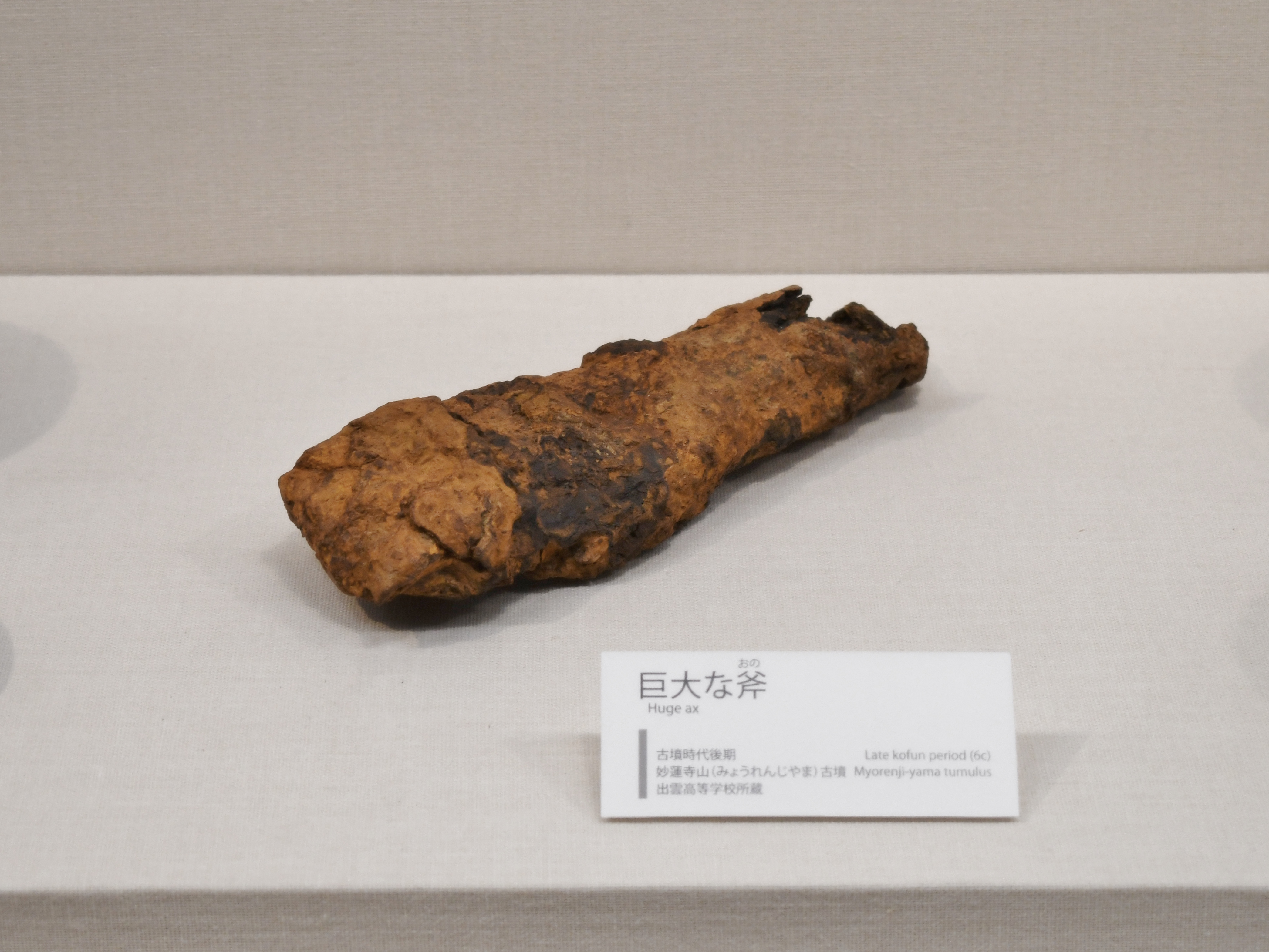
鉄斧 出雲弥生の森博物館展示。
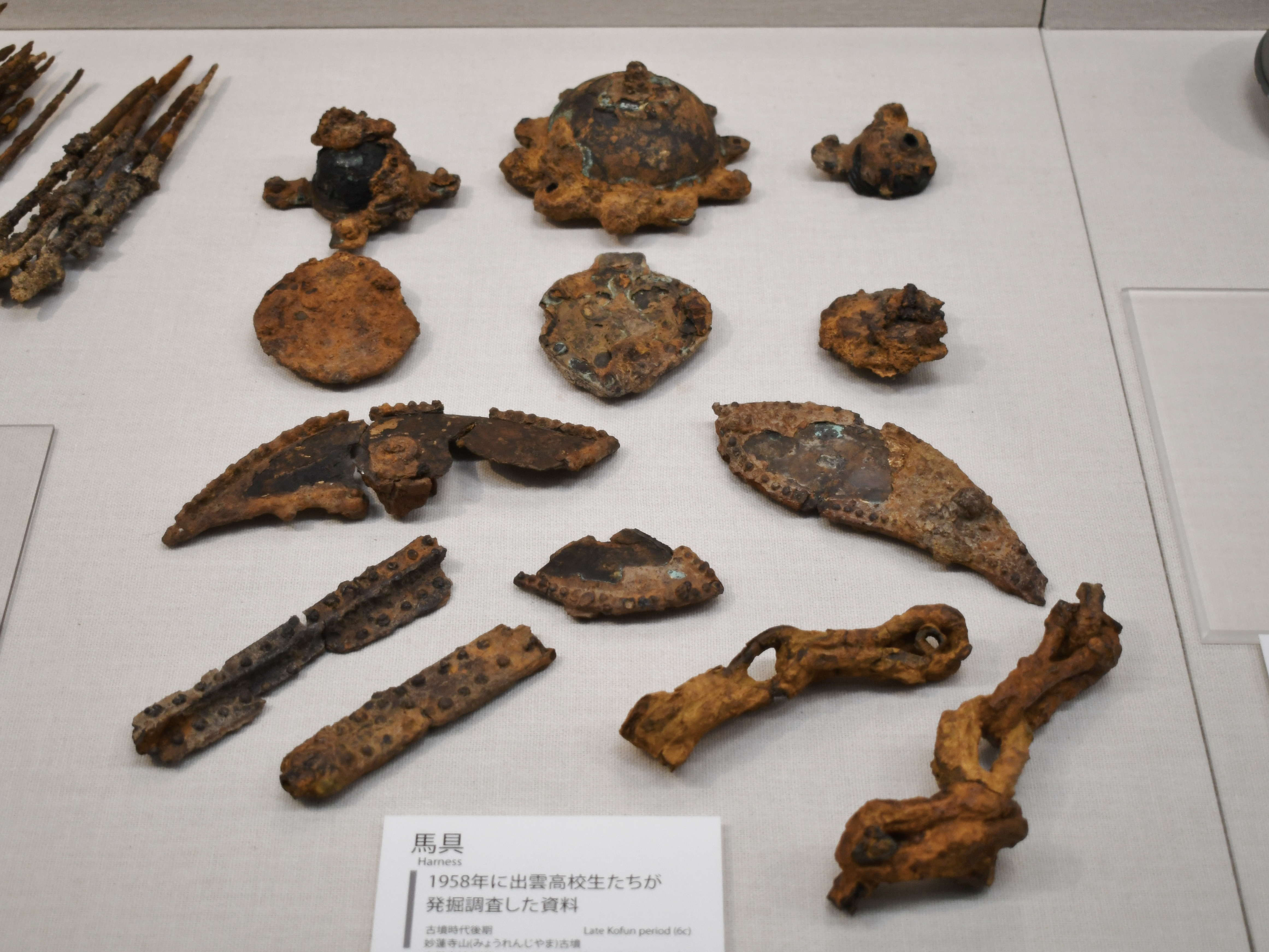
馬具 出雲弥生の森博物館展示。

## 文化財

### 島根県指定文化財
- 史跡
  - 妙蓮寺山古墳 - 1964年（昭和39年）5月26日指定。

## 関連施設
- 島根県立古代出雲歴史博物館（出雲市大社町杵築東） - 妙蓮寺山古墳の出土品を展示。
- 出雲弥生の森博物館（出雲市大津町） - 妙蓮寺山古墳の出土品を展示。

## 関連文献
（記事執筆に使用していない関連文献）
- 梅原末治「出雲に於ける特殊古墳（上）」『考古學雜誌』第9巻第3号、考古學會、1918年11月、132-145頁。